# Spilanthes insipida
Spilanthes insipida là một loài thực vật có hoa trong họ Cúc. Loài này được Jacq. miêu tả khoa học đầu tiên năm 1760.